# Калицерови
Калицерови (Calyceraceae) е семейство растения от разред Астероцветни. Естественото разпространение на около шестдесет вида, принадлежащи към това семейство, е ограничено до южната половина на Южна Америка. Видовете от семейството наподобяват както семейство Сложноцветни, така и семейство Лугачкови.

## Описание
Калицерови са многогодишни или едногодишни треви. Може да има няколко или множество разклонени стъбла с или без власинки. Листата могат да бъдат в розетка в основата на стъблата или да се редуват по стъблата. Липсват прилистници. Листната петура е проста, но може да бъде с дялове или пересто нарязана. Краищата на листата могат да бъдат цели или назъбени. Съцветията са цветни глави, сравними с тези в семейство Сложноцветни. Те са в горната част на стъблата или срещу листата и могат да имат цветно стъбло или не. Всяка отделна цветна глава е заобиколена от обвивка, състояща се от един или два реда прицветници, които често са подобни на листа и обикновено не са слети. Основата на цветната глава може да бъде конична, изпъкнала или понякога почти сфероидна. В основата на цветната глава, в основата на всеки отделен цвят, има линейни до тясно ланцетни, зелени, люспи с власинки, които се вдървяват, когато семената узреят. Всяка цветна глава може да съдържа от няколко до над сто хермафродитни или еднополови, звездно-симетрични или огледално-симетрични цветчета. Венчелистчетата са слети, за да образуват фуниевидно или понякога цилиндрично венче, което е разделено на четири до шест дяла в горната част. Остатъците от венчето остават на върха на едносеменния сух плод при зрялост. Четири или пет тичинки се редуват с дяловете на венчето. Долната трета от тичинките е слята с тръбата на венчето, понякога могат да са прикрепени и помежду си. Тичинките стоят изправени, като цветният прашец се освобождава от прорез на върха. Стъбълцето на тичинката е нишковидно без власинки, стърчащо над тръбата на венчелистчето, а близалцето на върха ѝ е бухаловидно или разделено на две. Плодникът се състои от две части само с едно яйце, което е увиснало и анатропно. Плодът има устойчива чашка, която може да се състои от бодли, и съдържа едно семе. Чашелистчетата могат да бъдат свободни или слети чашковидни дялове, понякога шиповидни и дървени отвън. Плодовете могат да бъдат разпръснати отделно, когато узреят, или могат да останат върху флоралната основа, която се откъсва от растението.

## Разпространение
Към това семейство принадлежат шест рода: Acicarpha, Boopis, Calycera, Gamocarpha, Moschopsis и Nastanthus. По-голямата част от видовете в това семейство се срещат в Аржентина, седем от тях са ендемични, с най-висока гъстота на видовете на юг от тропиците. Родовете Calycera (единадесет вида) и Acicarpha (пет вида) са широко разпространени по протежение на Андите от Северна Аржентина до Алтиплано в Перу. Повечето от тринадесетте вида в род Boopsis се срещат в южната част на Аржентина и Чили, но някои видове се срещат в тропиците. Представителите на род Moschopsis растат в провинция Салта в Аржентина. Acicarpha tribuloides се среща като въведен плевел по пътищата във Флорида.